# Marcelina
Marcelina – żeński odpowiednik imienia Marcelin.
Pochodzenie i znaczenie: z łaciny: Marcellus, liczba mnoga Marcelli – plebejski, później patrycjuszowski ród rzymski, jedna z gałęzi rodu Klaudiuszów.
Sławne osoby o tym imieniu:
- Marcelina Czartoryska
- Marcelina Sembrich-Kochańska
- Marcelina Grabowska
- Marcelina Kiala
- Marcelina Kulikowska
- Marcelina Stoszek
- Marcelina Zawadzka
- Marcelina Zawisza

W Kościele katolickim patronkami tego imienia są:
- św. Marcelina z Trewiru – dziewica, siostra św. Ambrożego,
- bł. Marcelina Darowska – polska zakonnica.

Marcelina imieniny obchodzi 5 stycznia, 9 stycznia, 31 stycznia, 20 kwietnia, 26 kwietnia, 2 czerwca i 17 lipca.